# Vile (album)
Vile è il quinto album del gruppo musicale statunitense Cannibal Corpse. Venne pubblicato nel 1996 dalla Metal Blade Records. Fu il primo disco con George "Corpsegrinder" Fisher alla voce (in sostituzione di Chris Barnes). Nonostante l'importante cambio non ci furono grosse modifiche al sound, violento, pesante e brutale della band.

## Tracce
1. Devoured by Vermin – 3:13
2. Mummified in Barbed Wire – 3:09
3. Perverse Suffering – 4:14
4. Disfigured – 3:49
5. Bloodlands – 4:21
6. Puncture Wound Massacre – 1:41
7. Relentless Beating – 2:14
8. Absolute Hatred – 3:06
9. Eaten From Inside – 3:43
10. Orgasm Through Torture – 3:42
11. Monolith – 4:25

## Formazione
- George "Corpsegrinder" Fisher - voce
- Jack Owen - chitarra
- Rob Barrett - chitarra
- Alex Webster - basso
- Paul Mazurkiewicz - batteria